# 齐前进
齐前进（1965年12月—），男，陕西人，中华人民共和国外交官，曾任中华人民共和国驻阿拉伯叙利亚共和国特命全权大使，现任中华人民共和国驻克罗地亚共和国特命全权大使。

## 生平
齐前进毕业于北京外国语学院阿拉伯语系和新加坡国立大学公共政策学院。1988年，在新华社对外部担任助理编译。1991年，进入中华人民共和国外交部工作，先后在驻科威特大使馆、外交部西亚北非司、常驻联合国代表团、驻以色列大使馆任职，后任驻以色列大使馆参赞。2002年，任外交部政策研究室参赞。2006年，任常驻联合国代表团参赞。2010年，任外交部西亚北非司参赞。2012年，任全国人民代表大会外事委员会国际交流室副主任。2014年，任驻埃及大使馆公使衔参赞。2016年8月，出任中华人民共和国驻叙利亚大使。2018年，改任外交部西亚北非司大使。2021年11月，出任中华人民共和国驻克罗地亚大使。

## 家庭
齐前进有一子。